# Walter Hersey
Walter Albert Hersey (ur. 30 kwietnia 1879 w Bostonie, zm. 19 lipca 1966 w Wellesley) – amerykański golfista, olimpijczyk z Saint Louis.
Hersey startował jedynie na Igrzyskach Olimpijskich w Saint Louis w 1904 roku. Podczas tych igrzysk reprezentował swój kraj w zawodach indywidualnych mężczyzn. W pierwszej części eliminacji uzyskał 101 punktów, a w drugiej zdobył 97 punktów, a łącznie zgromadził ich 198. Wynik ten dał mu 51. miejsce (do Ralpha McKittricka (zwycięzcy eliminacji) stracił 35 punktów), lecz do następnej fazy awansowało jedynie 32 golfistów, tym samym Hersey odpadł z rywalizacji kończąc udział w igrzyskach na eliminacjach.